# Festival Internacional de Cinema de Sant Sebastià 2005
La 53 edició del Festival Internacional de Cinema de Sant Sebastià va tenir lloc entre el 15 i el 24 de setembre de 2005. Unes 19 pel·lícules competien a la secció oficial. Obaba de Montxo Armendáriz va inaugurar el festival. La gala d'inauguració fou presentada per Rosa Maria Sardà i Edurne Ormazabal. Burt Munro: Un somni, una llegenda va clausurar el festival. També es va fer un homenatge a Robert Wise.

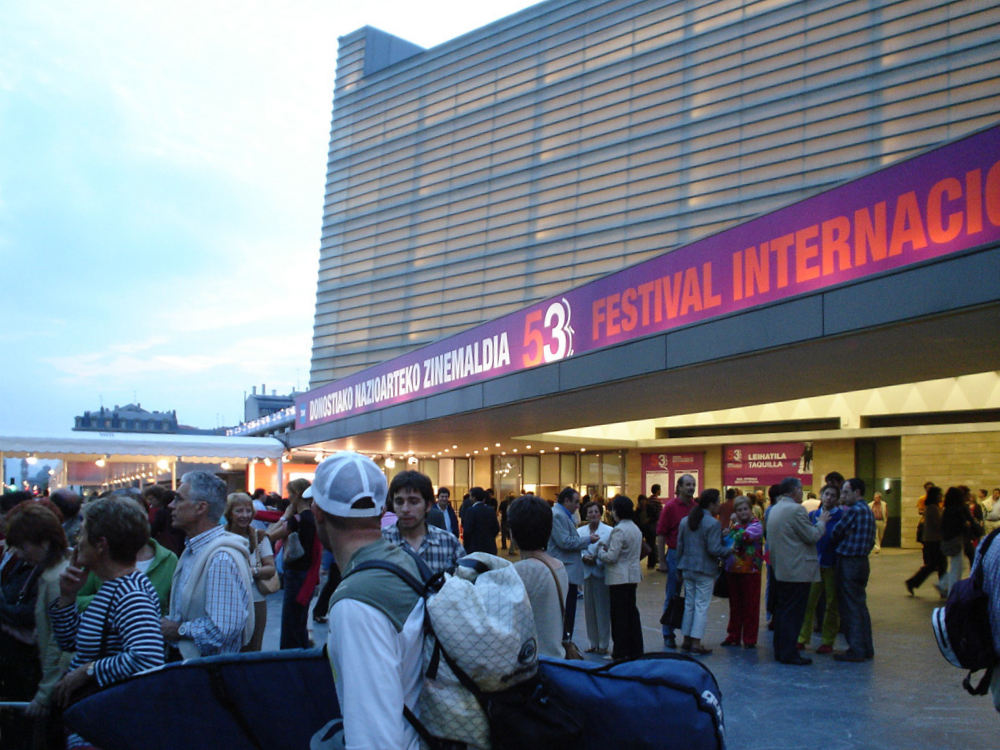
El Palau de Congressos i Auditori Kursaal en l'edició de 2005

## Jurat
- Anjelica Huston (presidenta)[4]
- Verónica Forqué
- Enrico Lo Verso
- Claude Miller
- Lone Scherfig
- Antonio Skármeta
- Dean Tavoularis

## Pel·lícules

### Secció Oficial
| Pel·lícula                             | Director                            | País                                |
| -------------------------------------- | ----------------------------------- | ----------------------------------- |
| 7 vírgenes                             | Alberto Rodríguez                   | Espanya                             |
| Stestí                                 | Bohdan Sláma                        | Txèquia                             |
| Oechul                                 | Hur Jin-ho                          | Corea del Sud                       |
| El aura                                | Fabián Bielinsky                    | Argentina Espanya França            |
| Bang Bang Orangutang                   | Simon Staho                         | Dinamarca Suècia                    |
| Tristam Shandy (A Cock and Bull Story) | Michael Winterbottom                | Regne Unit                          |
| Entre ses mains                        | Anne Fontaine                       | França Bèlgica                      |
| Odgrobadogroba                         | Jan Cvitkovič                       | Eslovènia                           |
| Iluminados por el fuego                | Tristán Bauer                       | Argentina                           |
| Je ne suis pas là pour être aimé       | Stéphane Brizé                      | França                              |
| Malas temporadas                       | Manuel Martín Cuenca                | Espanya                             |
| Drabet                                 | Per Fly                             | Dinamarca Noruega Suècia Regne Unit |
| Obaba                                  | Montxo Armendáriz                   | Espanya                             |
| Sommer vorm balkon                     | Andreas Dresen                      | Alemanya                            |
| Sud express                            | Chema de la Peña, Gabriel Velázquez | Espanya Portugal                    |
| Xiang ri kui                           | Zhang Yang                          | R.P. de la Xina                     |
| Tideland                               | Terry Gilliam                       | Regne Unit Canadà                   |
| O veneno da madrugada                  | Ruy Guerra                          | Brasil Argentina Portugal           |
| La vida perra de Juanita Narboni       | Farida Benlyazid                    | Espanya, Marroc                     |
| Fora de concurs:                       |                                     |                                     |
| Burt Munro: Un somni, una llegenda     | Roger Donaldson                     | Nova Zelanda Japó Estats Units      |

### Retrospectives
- Retrospectiva Clàssica: Robert Wise[5]
- Retrospectiva Contemporània: Abel Ferrara
- Retrospectiva Temàtica: Rebels i insubmisses (Thelma & Louise, Dolores Claiborne, Boys Don't Cry, etc).

## Palmarès

### Premis oficials
- Conquilla d'Or: Stestí de Bohdan Sláma[6]
- Premi Especial del Jurat: Iluminados por el fuego de Trintán Bauer
- Conquilla de Plata al millor director: Zhang Yang per Xiang Ri Kui
- Conquilla de Plata a la millor actriu: Ana Geislerová per Stestí
- Conquilla de Plata al millor actor: Juan José Ballesta per  7 Vírgenes
- Premi del jurat a la millor fotografia: Jong Lin per Xiang Ri Kui
- Premi del jurat al millor guió: Wolfgang Kohlhaase per Sommer vorm Balkon

### Premi Donostia
- Willem Dafoe[7]
- Ben Gazzara